# Шахматные окончания
Эта статья — про книжную серию, вы могли искать статью про шахматные окончания.
«Шахматные окончания» — шахматная книжная серия, выпускавшаяся советским издательством «Физкультура и спорт» с 1980 по 1984 годы (дополнительные книги серии — с 1986 по 1989 годы).
Перед советскими шахматными теоретиками была поставлена задача создать для квалифицированных шахматистов СССР своеобразную энциклопедию наиболее употребительных типов эндшпиля.
Данная серия книг представляет собой результат многолетней работы, выполненной гроссмейстером Ю. Л. Авербахом в содружестве с мастерами Н. А. Копаевым, В. А. Чеховером, В. Л. Хенкиным, а также известным теоретиком И. Л. Майзелисом и этюдистом М. А. Зинаром.
В этом капитальном труде представлены последние достижения практики, а также даны теоретические выкладки по всем основным видам шахматных окончаний.
Всего в серии издано 5 основных книг и 3 дополнительных.

## Список основных книг серии
Ниже представлен краткий обзор книг 2-го издания серии «Шахматные окончания», вышедших с 1980 по 1984 год.
| № | Год  | Автор(ы) | Название | Обложка      | Страниц |
| № | Год  | Краткое описание | Краткое описание | Обложка      | Тираж   |
| --- | ---- | --- | --- | ------------ | ------- |
| 1 | 1980 | Под ред. Ю. Л. Авербаха | Шахматные окончания. Слоновые, коневые |              | 239 с.  |
| 1 | 1980 | В этом капитальном труде исследуются два типа окончаний — слоновые и коневые. Материал систематизирован, начиная от простейших позиций и кончая сложными окончаниями. Книга может быть использована в качестве учебного пособия по разыгрыванию окончаний, а также как справочник при анализе отложенных партий. | В этом капитальном труде исследуются два типа окончаний — слоновые и коневые. Материал систематизирован, начиная от простейших позиций и кончая сложными окончаниями. Книга может быть использована в качестве учебного пособия по разыгрыванию окончаний, а также как справочник при анализе отложенных партий. | 75 000 экз.  |         |
| |      | | |              |         |
| 2 | 1981 | Под ред. Ю. Л. Авербаха | Шахматные окончания. Слон против коня, ладья против лёгкой фигуры |              | 288 с.  |
| 2 | 1981 | В этом капитальном труде исследуются окончания, где борются слон против коня или ладья против лёгкой фигуры. В зависимости от количества и расположения участвующих в борьбе пешек материал книги включает как простейшие учебные позиции, так и сложные окончания, этюды. Книга может быть использована в качестве учебного пособия по разыгрыванию окончаний, а также как справочник при анализе отложенных партий. | В этом капитальном труде исследуются окончания, где борются слон против коня или ладья против лёгкой фигуры. В зависимости от количества и расположения участвующих в борьбе пешек материал книги включает как простейшие учебные позиции, так и сложные окончания, этюды. Книга может быть использована в качестве учебного пособия по разыгрыванию окончаний, а также как справочник при анализе отложенных партий. | 100 000 экз. |         |
| |      | | |              |         |
| 3 | 1982 | Под ред. Ю. Л. Авербаха | Шахматные окончания. Ферзевые |              | 336 с.  |
| 3 | 1982 | В этом капитальном труде исследуются различные виды ферзевых окончаний. В зависимости от количества и расположения участвующих в борьбе пешек материал книги включает как простейшие учебные позиции, так и сложные окончания, этюды. Книга может быть использована в качестве учебного пособия по разыгрыванию окончаний, а также как справочник при анализе отложенных партий.                                      | В этом капитальном труде исследуются различные виды ферзевых окончаний. В зависимости от количества и расположения участвующих в борьбе пешек материал книги включает как простейшие учебные позиции, так и сложные окончания, этюды. Книга может быть использована в качестве учебного пособия по разыгрыванию окончаний, а также как справочник при анализе отложенных партий.                                      | 100 000 экз. |         |
| |      | | |              |         |
| 4 | 1983 | Под ред. Ю. Л. Авербаха | Шахматные окончания. Пешечные |              | 303 с.  |
| 4 | 1983 | В этом капитальном труде исследуются различные виды пешечных окончаний. В зависимости от количества и расположения участвующих в борьбе пешек материал книги включает как простейшие учебные позиции, так и сложные окончания, этюды. Книга может быть использована в качестве учебного пособия по разыгрыванию окончаний, а также как справочник при анализе отложенных партий.                                      | В этом капитальном труде исследуются различные виды пешечных окончаний. В зависимости от количества и расположения участвующих в борьбе пешек материал книги включает как простейшие учебные позиции, так и сложные окончания, этюды. Книга может быть использована в качестве учебного пособия по разыгрыванию окончаний, а также как справочник при анализе отложенных партий.                                      | 150 000 экз. |         |
| |      | | |              |         |
| 5 | 1984 | Под ред. Ю. Л. Авербаха | Шахматные окончания. Ладейные |              | 352 с.  |
| 5 | 1984 | В этом капитальном труде, включающем свыше 800 позиций, исследуются различные виды ладейных окончаний. В зависимости от количества и расположения участвующих в борьбе пешек материал книги включает как простейшие учебные позиции, так и сложные окончания, этюды. Книга может быть использована в качестве учебного пособия по разыгрыванию окончаний, а также как справочник при анализе отложенных партий.       | В этом капитальном труде, включающем свыше 800 позиций, исследуются различные виды ладейных окончаний. В зависимости от количества и расположения участвующих в борьбе пешек материал книги включает как простейшие учебные позиции, так и сложные окончания, этюды. Книга может быть использована в качестве учебного пособия по разыгрыванию окончаний, а также как справочник при анализе отложенных партий.       | 100 000 экз. |         |
| Примечание: описание книг следует рассматривать с учётом времени выхода в печать конкретного издания. |      | | |              |         |

## Список дополнительных книг серии
С 1986 по 1989 год издательство «Физкультура и спорт» дополнило серию «Шахматные окончания» тремя новыми книгами, оформление которых было выдержано в стиле основных книг, представленных выше.
| № | Год  | Автор(ы) | Название | Обложка      | Страниц |
| № | Год  | Краткое описание | Краткое описание | Обложка      | Тираж   |
| --- | ---- | --- | --- | ------------ | ------- |
| 1 | 1986 | Левенфиш Г. Я., Смыслов В. В. | Теория ладейных окончаний |              | 255 с.  |
| 1 | 1986 | Книга выдающихся советских шахматистов — экс-чемпиона мира В. Смыслова и гроссмейстера Г. Левенфиша — посвящена исследованию наиболее часто встречающихся и сложных видов шахматных окончаний — ладейных. Написанная ярко и интересно, она может служить не только хорошим справочником, но и прекрасным учебником по эндшпилю. | Книга выдающихся советских шахматистов — экс-чемпиона мира В. Смыслова и гроссмейстера Г. Левенфиша — посвящена исследованию наиболее часто встречающихся и сложных видов шахматных окончаний — ладейных. Написанная ярко и интересно, она может служить не только хорошим справочником, но и прекрасным учебником по эндшпилю. | 100 000 экз. |         |
| |      | | |              |         |
| 2 | 1988 | Шерешевский М. И. | Стратегия эндшпиля |              | 304 с.  |
| 2 | 1988 | Книга заслуженного тренера БССР, мастера спорта М. И. Шерешевского посвящена проблеме сложного игрового эндшпиля. Разбираются основные принципы игры в сложных окончаниях, даются интересные рекомендации по технике игры. Работа построена на многочисленных примерах как из классического наследия, так и из современной шахматной практики. | Книга заслуженного тренера БССР, мастера спорта М. И. Шерешевского посвящена проблеме сложного игрового эндшпиля. Разбираются основные принципы игры в сложных окончаниях, даются интересные рекомендации по технике игры. Работа построена на многочисленных примерах как из классического наследия, так и из современной шахматной практики. | 100 000 экз. |         |
| |      | | |              |         |
| 3 | 1989 | Слуцкий Л. М., Шерешевский М. И. | Контуры эндшпиля |              | 400 с.  |
| 3 | 1989 | Книга мастеров спорта Л. М. Слуцкого и М. И. Шерешевского затрагивает малоисследованную проблему шахматной теории — связь дебюта и эндшпиля. Авторы анализируют наиболее характерные окончания, возникающие из различных открытых и полуоткрытых начал. В основу классификации положен дебютный принцип — сицилианский, испанский, французский эндшпиль и т. д. Широкое использование классического шахматного наследия и примеров современной турнирной практики, хороший уровень подачи материала делают книгу полезной для всех желающих совершенствоваться. | Книга мастеров спорта Л. М. Слуцкого и М. И. Шерешевского затрагивает малоисследованную проблему шахматной теории — связь дебюта и эндшпиля. Авторы анализируют наиболее характерные окончания, возникающие из различных открытых и полуоткрытых начал. В основу классификации положен дебютный принцип — сицилианский, испанский, французский эндшпиль и т. д. Широкое использование классического шахматного наследия и примеров современной турнирной практики, хороший уровень подачи материала делают книгу полезной для всех желающих совершенствоваться. | 100 000 экз. |         |
| Примечание: описание книг следует рассматривать с учётом времени выхода в печать конкретного издания. |      | | |              |         |

## Обложки первого издания
С 1956 по 1962 год в издательстве «Физкультура и спорт» вышло 1-е издание серии книг «Шахматные окончания».
Обложки этих книг представлены ниже.
- Шахматные окончания (1956—1962)
- Шахматные окончания. Пешечные, слоновые, коневые (1956)
- Шахматные окончания. Конь против слона, ладейные (1958)
- Шахматные окончания. Ферзевые, ладья против легкой фигуры (1962)